# 대한민국 민법 제103조
대한민국 민법 제103조는 반사회질서의 법률행위에 대한 민법총칙 조문이다. 2022년 12월 13일에 법률 제19069호로 일부개정되어 시행되었다.

## 조문
제103조 (반사회질서의 법률행위) 선량한 풍속 기타 사회질서에 위반한 사항을 내용으로 하는 법률행위는 무효로 한다.

第103條(反社會秩序의 法律行爲) 善良한 風俗 其他 社會秩序에 違反한 事項을 內容으로 하는 法律行爲는 無效로 한다.

## 비교 조문
일본민법 제90조 공공의 질서 또는 선량한 풍속에 반하는 사항을 목적으로 하는 법률행위로 무효로 한다.

## 해설
본조에 따라 무효로 되는 반사회질서행위는 법률행위의 목적인 권리의무내용이 선량한 풍속 기타 사회질서에 위반되는 경우 뿐만 아니라 그 내용자체는 반사회질서적인 것이 아니라고 하여도 법률적으로 이를 강제하거나 그 법률행위에 반사회질서적인 조건 또는 금전적 대가가 결부됨 으로써 반사회 질서적 성질을 띄게 되는 경우 및 표시되거나 상대방에게 알려진 법률행위의 동기가 반사회질서적인 경우를 포함한다. 또 반드시 형사법규에 저촉되는 범죄행위에 국한되지 않는다.

## 사례
사채업자에게 강요된 돈을 못 갚으면 장기를 대신 갖겠다. 안구를 대신 내놔라 등 신체포기각서는 민법 제103조에 의해 무효이다.

## 판례

### 상속재산
- 상속재산 협의분할로 부동산을 단독으로 상속한 자가 협의분할 이전에 공동상속인 중 1인이 그 부동산을 제3자에게 매도한 사실을 알면서도 상속재산 협의분할을 하였을 뿐 아니라, 그 매도인의 배임행위(또는 배신행위)를 유인, 교사하거나 이에 협력하는 등 적극적으로 가담한 경우에는 그 상속재산 협의분할 중 그 매도인의 법정상속분에 관한 부분은 민법 제103조 소정의 반사회질서의 법률행위에 해당한다[4].

- 제3자가 피상속인으로부터 토지를 전전매수하였다는 사실을 알면서도 그 정을 모르는 상속인을 기망하여 결과적으로 그로 하여금 토지를 이중매도하게 하였다면, 그 매수인의 적극적인 기망행위에 의하여 이루어진 상속인과 사이의 토지에 관한 양도계약은 반사회적 법률행위로서 무효이다[5].

### 부동산 이중매매
- 부동산의 이중매매가 반사회적 법률행위로 무효가 되기 위하여는 매도인의 배임행위와 매수인이 매도인의 배임행위에 적극 가담한 행위로 이루어진 매매로서, 그 적극가담하는 행위는 매수인이 다른 사람에게 매매목적물이 매도된 것을 안다는 것만으로는 부족하고, 적어도 그 매도사실을 알고도 매도를 요청하여 매매계약에 이르는 정도가 되어야 한다.

- 부동산의 이중매매가 반사회적 법률행위에 해당하는 경우에는 이중매매계약은 절대적으로 무효이므로, 해당 부동산을 제2매수인으로부터 다시 취득한 제3자는 설사 제2매수인이 해당 부동산의 소유권을 유효하게 취득한 것으로 믿었더라도 이중매매계약이 유효하다고 주장할 수 없다.[6]

### 저가에 양도목적물 처분행위하는 행위에 가담
건물에 대한 양도담보권을 가진 자가 그 건물을 적정한 시가에 처분하여 채권의 만족을 얻지 아니하고 그 매수인과 짜고 극히 저렴한 가격으로 매수시켜 부당이득을 취하려 한 것은 일종의 배임행위이고, 매수인이 양도담보권자의 이러한 배임행위에 적극 가담하여 위 건물을 취득한 경우에는 반사회적 법률행위로서 무효이다.

### 부첩계약 해소시 금전지급약정
공서양속에 반하지 않는다.

### 증언대가 지급 약정
소송사건에서 일방 당사자를 위하여 증인으로 출석하여 증언하였거나 증언할 것을 조건으로 어떤 대가를 받을 것을 약정한 경우, 증인은 법률에 의하여 증언거부권이 인정되지 않은 한 진실을 진술할 의무가 있는 것이므로 그 대가의 내용이 통상적으로 용인될 수 있는 수준(예컨대 증인에게 일당과 여비가 지급되기는 하지만 증인이 법원에 출석함으로써 입게 되는 손해에는 미치지 못하는 경우 그러한 손해를 전보해 주는 정도)을 초과하는 경우에는 그와 같은 약정은 금전적 대가가 결부됨으로써 선량한 풍속 기타 사회질서에 반하는 법률행위가 되어 민법 제103조에 따라 효력이 없다고 할 것이고, 약정된 대가의 내용이 주로 위와 같은 증언을 하는 데 대한 반대급부의 의미를 갖는 경우에는 그 밖에 부수적으로 소송의 상대방 당사자를 만나 그의 동의 없이 대화내용을 몰래 녹취하여 일방 당사자로 하여금 그 녹취서를 법원에 증거로 제출하게 하는 등의 행위에 대한 대가가 이에 포함되어 있다고 하더라도 마찬가지이다.

### 귀국 후 일정기간 근무 약정
- 해외파견된 근로자가 귀국일로부터 일정기간 소속회사에 근무하여야 한다는 사규나 약정은 민법 제103조 또는 제104조에 위반된다고 할 수 없고, 일정기간 근무하지 않으면 해외 파견 소요경비를 배상한다는 사규나 약정은 근로계약기간이 아니라 경비반환채무의 면제기간을 정한 것이므로 근로기준법 제21조에 위배하는 것도 아니다.[10]

### 반사회질서적 성질은 띠지 않고 성립과정에서 강박이 사용된 경우
- 민법 제103조에 의하여 무효로 되는 반사회질서행위는 법률행위의 목적인 권리의무의 내용이 선량한 풍속 기타 사회질서에 위반되는 경우뿐 아니라 그 내용 자체는 반사회질서적인것이 아니라고 하여도 법률적으로 이를 강제하거나 법률행위에 반사회질서적인 조건 또는 금전적 대가가 결부됨으로써 반사회질서적 성질을 띠게 되는 경우 및 표시되거나 상대방에게 알려진 법률행위의 동기가 반사회질서적인 경우를 포함하는 바, 이상의 각 요건에 해당하지 아니하고 단지 법률행위의 성립과정에서 강박이라는 불법적 방법이 사용된데 불과한 때에는 강박에 의한 의사표시의 하자나 의사의 흠결을 이유로 효력을 논의할 수는 있을지언정 반사회질서의 법률행위로서 무효라고 할 수는 없다.[11]

### 의료법 위반
의료법은 제30조 제2항에서 의료인이나 의료법인 등 비영리법인이 아닌 자의 의료기관 개설을 원천적으로 금지하고, 제66조 제3호에서 이를 위반하는 경우 5년 이하의 징역 또는 2천만 원 이하의 벌금에 처하도록 규정하고 있는바, 의료법이 의료의 적정을 기하여 국민의 건강을 보호 증진함을 목적으로 하고 있으므로 위 금지규정의 입법 취지는 의료기관 개설자격을 의료전문성을 가진 의료인이나 공적인 성격을 가진 자로 엄격히 제한함으로써 건전한 의료질서를 확립하고, 영리 목적으로 의료기관을 개설하는 경우에 발생할지도 모르는 국민 건강상의 위험을 미리 방지하고자 하는 데에 있다고 보이는 점, 의료인이나 의료법인 등이 아닌 자가 의료기관을 개설하여 운영하는 행위는 형사처벌의 대상이 되는 범죄행위에 해당할 뿐 아니라, 거기에 따를 수 있는 국민보건상의 위험성에 비추어 사회통념상으로 도저히 용인될 수 없는 정도로 반사회성을 띠고 있다는 점, 위와 같은 위반행위에 대하여 단순히 형사 처벌하는 것만으로는 의료법의 실효를 거둘 수 없다고 보이는 점 등을 종합하여 보면, 위 규정은 의료인이나 의료법인 등이 아닌 자가 의료기관을 개설하여 운영하는 경우에 초래될 국민 보건위생상의 중대한 위험을 방지하기 위하여 제정된 이른바 강행법규에 속하는 것으로서 이에 위반하여 이루어진 약정은 무효라고 할 것이다.

### 허위진술의 대가로 급부하기로 하는 약정
수사기관에서 참고인으로 진술하면서 자신이 잘 알지 못하는 내용에 대하여 허위의 진술을 하는 경우에 그 허위진술행위가 범죄행위를 구성하지 않는다고 하여도 이러한 행위 자체는 국가사회의 일반적인 도덕관념이나 국가사회의 공공질서이익에 반하는 행위라고 볼 것이니, 그 급부의 상당성 여부를 판단할 필요 없이 허위진술의 대가로 작성된 각서에 기한 급부의 약정은 민법 제103조 소정의 반사회적 질서행위로 무효이다

### 세금회피를 목적으로 계약서에 낮은 금액으로 기재하는 행위
양도소득세의 일부를 회피할 목적으로 매매계약서에 실제로 거래한 가액을 매매대금으로 기재하지 아니하고 그보다 낮은 금액을 매매대금으로 기재하였다 하여, 그것만으로 그 매매계약이 사회질서에 반하는 법률행위로서 무효가 된다고 할 수 없다

### 위약벌의 약정
- 위약벌의 약정은 채무의 이행을 확보하기 위하여 정해지는 것으로서 손해배상의 예정과는 그 내용이 다르므로 손해배상의 예정에 관한 민법 제398조 제2항을 유추 적용하여 그 액을 감액할 수는 없고 다만 그 의무의 강제에 의하여 얻어지는 채권자의 이익에 비하여 약정된 벌이 과도하게 무거울 때에는 그 일부 또는 전부가 공서양속에 반하여 무효로 된다[15].

### 유흥업소 업주에 대한 대출약정
신용협동조합의 여신규정상 대출이 제한된 유흥주점 업주를 상대로 대출을 하면서 그 대출금이 종업원들에 대한 선불금으로 사용되고 대출금의 상환 역시 종업원들이 윤락행위를 통해 얻은 수익으로 상환할 것이 예정된 경우, 신용협동조합의 유흥업소 업주에 대한 위 대출약정이 반사회질서의 법률행위로 무효이다

### 주지임명행위
전통사찰의 주지직을 거액의 금품을 대가로 양도·양수하기로 하는 약정이 있음을 알고도 이를 묵인 혹은 방조한 상태에서 한 종교법인의 주지임명행위가 민법 제103조 소정의 반사회질서의 법률행위에 해당하지 않는다고 한 사례

### 보험계약의 무효
보험계약자가 다수의 보험계약을 통하여 보험금을 부정취득할 목적으로 보험계약을 체결한 경우, 이러한 목적으로 체결된 보험계약에 의하여 보험금을 지급하게 하는 것은 보험계약을 악용하여 부정한 이득을 얻고자 하는 사행심을 조장함으로써 사회적 상당성을 일탈하게 될 뿐만 아니라, 또한 합리적인 위험의 분산이라는 보험제도의 목적을 해치고 위험발생의 우발성을 파괴하며 다수의 선량한 보험가입자들의 희생을 초래하여 보험제도의 근간을 해치게 되므로, 이와 같은 보험계약은 민법 제103조 소정의 선량한 풍속 기타 사회질서에 반하여 무효이다

### 형사사건 성공보수약정 무효
형사사건에 관하여 체결된 성공보수약정이 가져오는 여러 가지 사회적 폐단과 부작용 등을 고려하면, 구속영장청구 기각, 보석 석방, 집행유예나 무죄 판결 등과 같이 의뢰인에게 유리한 결과를 얻어내기 위한 변호사의 변론활동이나 직무수행 그 자체는 정당하다 하더라도, 형사사건에서의 성공보수약정은 수사·재판의 결과를 금전적인 대가와 결부시킴으로써, 기본적 인권의 옹호와 사회정의의 실현을 사명으로 하는 변호사 직무의 공공성을 저해하고, 의뢰인과 일반 국민의 사법제도에 대한 신뢰를 현저히 떨어뜨릴 위험이 있으므로, 선량한 풍속 기타 사회질서에 위배되는 것으로 평가할 수 있다.다만 선량한 풍속 기타 사회질서는 부단히 변천하는 가치관념으로서 어느 법률행위가 이에 위반되어 민법 제103조에 의하여 무효인지는 법률행위가 이루어진 때를 기준으로 판단하여야 하고, 또한 그 법률행위가 유효로 인정될 경우의 부작용, 거래자유의 보장 및 규제의 필요성, 사회적 비난의 정도, 당사자 사이의 이익균형 등 제반 사정을 종합적으로 고려하여 사회통념에 따라 합리적으로 판단하여야 한다.<ref>대법원 2015. 7. 23. 선고 2015다200111 전원합의체 판결<ref>

## 참고 문헌
- 오현수, 일본민법, 진원사, 2014. ISBN 9788963463452
- 오세경, 대법전, 법전출판사, 2014 ISBN 9788926210277
- 이준현, LOGOS 민법 조문판례집, 미래가치, 2015. ISBN 9791155020869
- 이은영. "민법 제103조와 제104조에서 사적자치에 대한 규제." 법학연구 52.- (2017): 189-222.
- 李相旭, 徐浩正. "民法 제103조 善良한 風俗의 位相에 관한 比較法的 考察." 영남법학 10.1 (2004): 169-185.
- 서을오. "民法 제103조상의 反社會秩序行爲의 類型化에 대한 批判的 檢討." 民事判例硏究 -.33 (2011): 127-156.
- 이은영. "민법 제103조와 제104조에서 사적자치에 대한 규제." 법학연구 52.- (2017): 161-194.
- 정범석. "민법 제103조 - 특히 민법 제746조와의 관련을 술함(述)." 사법행정 6.6 (1965): 21-23.
- 남궁술. "민법 제103조와 제104조의 관계에 관하여." 법학연구 14.2 (2006): 169-200.
- 강태성. "법률행위가 민법 제103조에 의하여 무효인 경우에 있어서의 급여자의 반환청구 여부." 비교사법 12.3 (2005): 121-151.
- 최동배. "형사사건 성공보수약정의 민법 제103조 위반에 대한 연구 - 대법원 2015. 07. 23. 선고, 2015다200111 전원합의체 판결 - - 서울중앙지방법원 2019. 7. 26. 선고 2018나36846 판결 -." 법학연구 63.- (2020): 141-167.
- 진도왕. "경업금지계약의 유효성 판단기준으로서 경쟁 - 우리 민법 제103조와 미국에서의 논의를 중심으로 -." 민사법학 61.- (2012): 167-199.
- 서정우. "부동산의 이중양도와 반사회적 법률행위 - 민사(대법원 1978.1.24 선고 77다 1804 판결 - 참조조문 : 민법 제103조)." 사법행정 19.12 (1978): 81-85.
- 김형진. (2016). 다수보험계약에 대한 민법 제103조의 적용법리 연구 : 보험계약 무효확인소송의 실무상 쟁점을 중심으로 [석사학위논문, 국민대학교].

## 같이 보기
- 대한민국 민법 제104조 불공정한 법률행위
- 공공복리
- 강행법규
- 선량한 풍속
- 이중매매